# Haus der Regionen

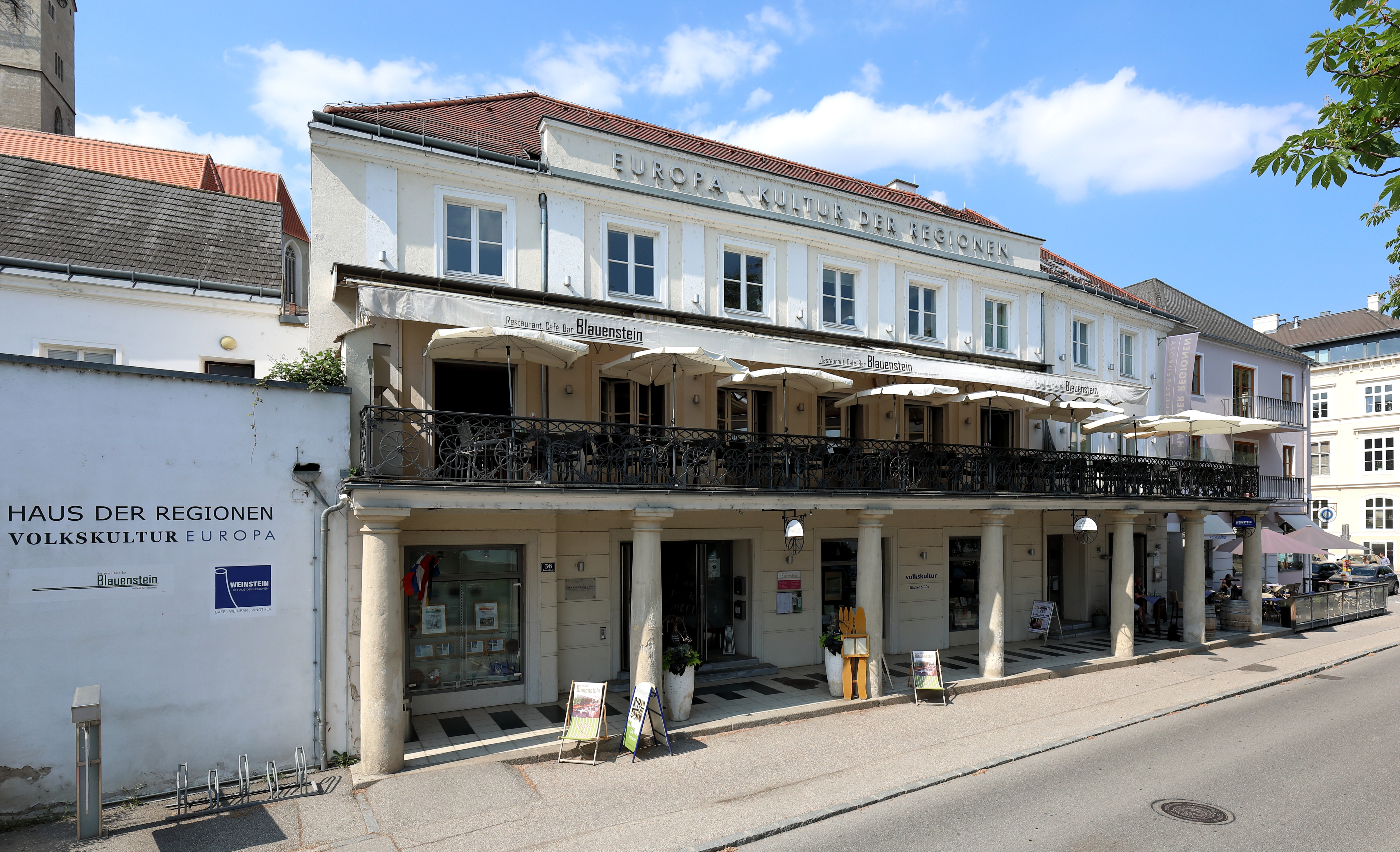
Haus der Regionen an der Steiner Donaulände 56

Das Haus der Regionen in Krems-Stein ist ein historischer Gasthof, der heute als Sitz der Volkskultur Niederösterreich, als Veranstaltungsort und Kulturzentrum mit Schwerpunkt europäischer Regionalkultur dient. Das Haus der Regionen ist ein Standort der Kultur.Region.Niederösterreich.

## Geschichte
Der älteste Baukern des Gebäudes reicht in das 15. Jahrhundert zurück. Aus mittelalterlichen Bürgerhäusern entstand ein 1721 erstmals schriftlich belegter Gastbetrieb. Nach Einrichtung der ersten Donaudampfschifflinie 1837 befand sich hier der berühmte Gasthof Zum goldenen Elephanten. Bei der 2004 erfolgten Revitalisierung wurden im Inneren des Gebäudes historische Gewölbe und ein Teil einer mittelalterlichen Mauer, wahrscheinlich Teil der alten Steiner Stadtmauer, freigelegt. Kernstück des Hauses ist der zweigeschoßige Veranstaltungssaal aus dem Biedermeier mit Deckenmalerei im Stil des Art déco aus der Zwischenkriegszeit. Im Stiegenhaus finden sich historische Säulenarkaden aus Marmor.

## Nutzung heute
Das Haus der Regionen ist ein Standort der Kultur.Region.Niederösterreich und Sitz folgender Institution:
- Volkskultur Niederösterreich

Der zweigeschoßige Veranstaltungssaal sowie das Kaminzimmer sind regelmäßiger Schauplatz von Konzerten, Vorträgen und Podiumsdiskussionen.

## Geschäfte volkskultur
In den beiden Geschäften „volkskultur – Handwerk der Regionen“ und „volkskultur – Buchhandlung der Regionen“ werden Kunsthandwerk, Dirndln und Trachten, Trachtenstoffe, Manufakturware, Geschirr, Glas und Keramik sowie Geschenkartikel und Trachtenaccessoires angeboten. Es sind vor allem Produkte handwerklicher Kleinbetriebe aus Niederösterreich, Österreich und Europa. Die Auswahl der Produkte orientiert sich an der handwerklichen Qualität wie am traditionellen Bezug zur Region, in der die Waren erzeugt werden.